# Andréi Sazánov
Andréi Sazánov (en ruso: Андрей Сазанов; Moscú, 25 de enero de 1994) es un deportista ruso que compite en ciclismo en la modalidad de pista. Ganó una medalla de plata en el Campeonato Europeo de Ciclismo en Pista de 2015, en la carrera de madison.

## Medallero internacional
| Campeonato Europeo | Campeonato Europeo | Campeonato Europeo | Campeonato Europeo |
| Año                | Lugar              | Medalla            | Competición        |
| ------------------ | ------------------ | ------------------ | ------------------ |
| 2015               | Grenchen ( Suiza)  | Medalla de plata   | Madison            |

## Palmarés
2013
- 1 etapa del Baltic Chain Tour

2014
- 1 etapa del Gran Premio de Adigueya

2018
- 1 etapa de los Cinco Anillos de Moscú